# La Voix du bon Dieu
La Voix du bon Dieu —en español: «La voz del buen Dios»— es el álbum de estudio debut de la cantante canadiense Céline Dion, lanzado el 6 de noviembre de 1981 por Super Étoiles solo en Quebec, Canadá. Fue precedido por el sencillo principal, «Ce n’était qu’un rêve». El álbum fue producido por René Angélil, Eddy Marnay y Daniel Hétu. Incluye seis canciones originales y tres versiones: «Tire l’aiguille» de Renée Lebas, «Les roses blanches» de Berthe Sylva y «L’amour viendra», una adaptación francesa de «Dolce fiore» de Dario Baldan Bembo.

## Antecedentes
Dion colaboró en este proyecto y en todas sus primeras grabaciones en francés con Eddy Marnay, quien escribió canciones para Barbra Streisand, Édith Piaf, Nana Mouskouri y Claude François, entre otros. El álbum contiene los primeros tres sencillos de Dion: «Ce n’était qu’un rêve» (coescrito por ella misma), «La Voix du bon Dieu» y «L’amour viendra» (adaptación francesa de la canción «Dolce fiore» de Dario Baldan Bembo), además de dos versiones: «Tire l’aiguille» de Renée Lebas y «Les roses blanches» de Berthe Sylva.

## Rendimiento comercial
René Angélil, el mánager de Dion (y luego su esposo), hipotecó su casa para iniciar su propia discográfica con el fin de producir sus primeros discos. Decidió lanzar dos álbumes al mismo tiempo: La Voix du bon Dieu y Céline Dion chante Noël. Vendieron 30 000 copias en 1981 y llegarían a vender cerca de 125 000 copias al año siguiente. La Voix du bon Dieu ha vendido un total de 100 000 copias. El álbum produjo dos sencillos que alcanzaron el top 20 en Quebec: «Ce n’était qu’un rêve» y «La Voix du bon Dieu», que llegaron al puesto catorce y once, respectivamente. «Ce n’était qu’un rêve» también fue lanzado en Francia en 1982 como el primer sencillo de Dion en ese país. En 2005, Dion incluyó «Ce n’était qu’un rêve» y «La Voix du bon Dieu» en su recopilatorio de grandes éxitos On ne change pas.

## Lista de canciones
| Lado A |                      |                                              |                      |          |  |
| N.º    | Título               | Escritor(es)                                 | Productor(es)        | Duración |  |
| 1.     | «a Voix du bon Dieu» | Eddy Marnay                                  | Marnay, René Angélil | 3:16     |  |
| 2.     | «Au secours»         | Robert Leroux, Pierre Létourneau             | Angélil              | 3:27     |  |
| 3.     | «L'amour viendra»    | Marnay, Amerigo Cassella, Dario Baldan Bembo | Marnay, Angélil      | 4:20     |  |
| 4.     | «Autour de moi»      | Thérèse Dion, Pierre Alexandre Tremblay      | Angélil              | 2:58     |  |
| 5.     | «Grand maman»        | T. Dion, Céline Dion, Jacques Dion           | Angélil              | 3:39     |  |

| Lado B |                         |                                     |                      |          |  |
| N.º    | Título                  | Escritor(es)                        | Productor(es)        | Duración |  |
| 1.     | «Ce n'était qu'un rêve» | T. Dion, C. Dion, J. Dion           | Daniel Hétu, Angélil | 3:47     |  |
| 2.     | «Seul un oiseau blanc»  | Marnay, Hétu                        | Marnay, Hétu         | 4:12     |  |
| 3.     | «Tire l'aiguille»       | Marnay, Emilie Stern, Eddie Barclay | Angélil              | 2:21     |  |
| 4.     | «Les Roses blanches»    | Charles Louis Pothier, Léon Rathier | Angélil              | 5:55     |  |

## Historia de lanzamientos
| Región | Fecha                  | Discográfica  | Formato        | Catálogo    |
| ------ | ---------------------- | ------------- | -------------- | ----------- |
| Canadá | 9 de noviembre de 1981 | Super Étoiles | Vinilo, casete | SPE 4101    |
| Canadá | 9 de noviembre de 1981 | Super Étoiles | Vinilo, casete | 16-SP 1900  |
| Canadá | 1983                   | Saisons       | Vinilo, casete | SNS 70000   |
| Canadá | 1983                   | Saisons       | Vinilo, casete | SNS 4-70000 |